# Capela da Rainha Santa
A Capela da Rainha Santa, Capela da Póvoa da Rainha Santa ou Capela da Rainha Santa Isabel, é uma capela localizada em Póvoa da Rainha Santa,  na freguesia de Pombeiro da Beira, no município de Arganil, Portugal.
Foi nomeada em homenagem à Santa Isabel de Portugal, Rainha de Portugal, consorte de Dom Dinis I, Rei de Portugal. Tendo a Rainha Santa nascido como infanta de reino de Aragão, sendo filha de Dom Pedro III, rei de Aragão, e de D. Constança de Hohenstaufen, rainha de Aragão, esta, nascida princesa do reino da Sicília.
A Capela da Rainha Santa está classificada como Monumento de Interesse Público desde 02 novembro 2012.